# NGC 3713
NGC 3713 је елиптична галаксија у сазвежђу Лав која се налази на NGC листи објеката дубоког неба.
Деклинација објекта је + 28° 9' 14" а ректасцензија 11h 31m 41,9s. Привидна величина (магнитуда) објекта NGC 3713 износи 13,3 а фотографска магнитуда 14,3. NGC 3713 је још познат и под ознакама UGC 6511, MCG 5-27-84, CGCG 156-94, PGC 35546.